# Butembo
Butembo er en by i Nord-Kivu, i den nordøstlige del af Demokratiske Republik Congo, på Rwenzori- graben  og vest for Virunga nationalpark. Byen er et vigtigt kommercielt centrum  og har store markeder, en katedral, flere store hospitaler og en lufthavn. Byen ligger i en region kendt for te- og kaffedyrkning. I 2024 havde den en anslået befolkning på 154.621.

## Oversigt
Butembo er 90% befolket af Nande-stammen, et samfund, der er kendetegnet ved etnisk solidaritet, konservative moralske standarder og indflydelsesrige ledere.
Byen er hjemsted for en brigade af Congos væbnede styrker, Institut Kambali, grundlagt i 1959,  Université catholique du Graben (fr) (UCG), grundlagt i 1989, og Adventist University of Lukanga (UNILUK), grundlagt i 1979.

## Geografi
- En markør, der angiver ækvator, findes omkring femogtyve kilometer syd for byen.
- Byens areal er 190,3 km2, tre gange større end byen Goma.
- Byen ligger i en højde af 1.381 moh. 44 km fra Lubero, 54 km fra Beni og 307 km fra Goma.

## Ebola
Ebola brød ud i august 2018 i Nord-Kivu-provinsen. En række angreb på ebolabehandlingscentre i Butembo førte til, at en politimand døde i marts 2019 og en læges død i april 2019.  Lokalbefolkningen tror fejlagtigt, at hjælpearbejdere bragte virussen til området. Mere end 102.000 mennesker modtog en eksperimentel vaccine i denne periode, men 843 af 1300 bekræftede og sandsynlige ebolapatienter døde. Behandlingscentre blev tidligere brændt i Butembo og Katwa, og læger truede med at strejke.